# にっぽん親不孝時代
『にっぽん親不孝時代』 (日本の親不孝の時代)、は山本邦彦が脚本・監督を務めた日本映画。ザ・スパイダースが最後にスクリーンに登場する主演作で、星由里子と佐原健二が出演する。その一方、スパイダースメンバー・堺正章の実父で、本作にも出演した堺駿二は公開前の1968年8月10日に急逝、本作が遺作となった。
松山善三の原作を、新人・山本邦彦が脚色・監督した青春ドラマで、本作が初監督作品となる。撮影は『青春太郎』の黒田徳三。

## ストーリー
くにおを筆頭に、六郎、菊尾明、稔の4人で楽器を買ってバンドを組みたいと話し合った。ある日、邦夫は父・杉本の会社の金庫に侵入する。彼を助けたのは杉本の秘書・加奈子だった。自分の家の金庫を壊すのは泥を捧げる行為ではない、という理屈だ。楽器を手にした5人は目を輝かせて練習に打ち込んだ。その頃、この町では騒動が起きていた。杉本が学校建設を約束して買った土地にデパートを建てようとしていたため、六郎の父である光明寺の法然らが反対運動を起こした。しかし、杉本は町の発展のために外資を導入すると言って粘りました。しかし、その外資とは、杉元の命令によりジョージとその部下たちに横浜港に停泊していた外国船から密かに降ろされたヤモルドであった。
その様子を腹ペコのフーテンテツとカズヒコは見つめていた。ヤミドルが入ったスーツケースを食料だと思い、二人はそれを掴んで逃走した。杉本は部下の失態を叱責するが、その様子を聞いていたのは加奈子だった。その様子を加奈子さんは小型カメラで捉えた。彼女は単なる秘書ではないようでした。一方、哲と和彦は光明寺に逃げ込む。そこでくにおたちと出会った二人は、もともと音楽好きだったこともあり、すぐに意気投合した。事件の内容が1億ヤミドルだった事も分かりました。7人組は密輸組織と喧嘩になったが、すぐに密輸組織は警察に検挙され、町はようやく平和を取り戻した。やがて、自由を求めて上野駅から楽器を手にした7人が出発する姿が見られた。邦夫は密かに憧れていた加奈子を待っていたが、彼女は現れなかった。彼らが去った後、高架の上から婦人警官が列車を見送っていた。カナコさんでした。

## キャスト
- 杉本邦雄 : 堺正章 (ザ・スパイダース)
- 光妙寺の録郎 : 井上順 (ザ・スパイダース)
- 戸田菊男 : 井上孝之 (ザ・スパイダース)
- 一の瀬昭 : 大野克夫 (ザ・スパイダース)
- 弓岡実 : 加藤充 (ザ・スパイダース)
- 哲 : ムッシュかまやつ (ザ・スパイダース)
- 一彦 : 田辺昭知 (ザ・スパイダース)
- 谷口加奈子 : 星由里子
- 杉本満 : 藤村有弘
- 光妙寺の法念 : 堺駿二
- 一の瀬虎三 : 荒木将久
- 戸田 : 細井利雄
- 弓岡 : 田辺元
- 花川才造 : 戸田皓久
- 室伏勝 : 向井淳一郎
- ジョージ: 佐原健二
- 落合 : 上田忠好
- 朱実 : 水上竜子

## スタッフ
- 監督、脚色 : 山本邦彦
- 原作 : 松山善三
- 製作 : 佐藤一郎、椎野英之
- 撮影 : 黒田徳三
- 音楽 : 池野成
- 美術 : 樋口幸男
- 編集 : 諏訪三千男
- 照明 : 今泉千仭
- 録音 : 神蔵昇
- スチル : 池上恭介

## 挿入歌
バンバンバン
- 作詞 : かまやつひろし
- 作曲 : かまやつひろし
- 唄：ザ・スパイダース

親不孝で行こう (主題歌, 音源未発売)
- 唄：ザ・スパイダース

フリフリ
- 作詞 : かまやつひろし
- 作曲 : かまやつひろし
- 唄：ザ・スパイダース

恋のドクター
- 作詞 : かまやつひろし
- 作曲 : かまやつひろし
- 唄：ザ・スパイダース

友を呼ぶ歌
- 作詞 : なかにし礼
- 作曲 : かまやつひろし
- 唄：ザ・スパイダース

夜明けの世界
- 唄：ザ・スパイダース

## 同時上映
- 『お熱い休暇』